# العشرة (المفلحي)

تعديل مصدري - تعديل

العشرة هي إحدى قرى عزلة المفلحي بمديرية المفلحي التابعة لمحافظة لحج، بلغ تعداد سكانها 62 نسمة حسب تعداد اليمن لعام 2004.